# ميشلين دومون
ميشلين دومون هي مقاومة بلجيكية، ولدت في 1922، وتوفيت في 16 نوفمبر 2017.
1. 1 2 3 4 5   https://www.thetimes.co.uk/article/obituary-micheline-dumont-8nktdr93v. {{استشهاد ويب}}: |url= بحاجة لعنوان (مساعدة) والوسيط |title= غير موجود أو فارغ (من ويكي بيانات) (مساعدة)